# Фехтование на летних Олимпийских играх 1932
Соревнования по фехтованию на летних Олимпийских играх 1932 года проводились среди мужчин и женщин.

## Общий медальный зачёт
| Место | Страна         | Золото | Серебро | Бронза | Всего |
| ----- | -------------- | ------ | ------- | ------ | ----- |
| 1     | Италия         | 2      | 4       | 2      | 8     |
| 2     | Франция        | 2      | 1       | 0      | 3     |
| 3     | Венгрия        | 2      | 0       | 2      | 4     |
| 4     | США            | 0      | 1       | 2      | 3     |
| 4     | Австрия        | 1      | 0       | 0      | 1     |
| 6     | Великобритания | 0      | 1       | 0      | 1     |
| 7     | Польша         | 0      | 0       | 1      | 1     |

## Медалисты

### Мужчины
| Дисциплина                  | Золото | Серебро | Бронза |
| --------------------------- | --- | --- | --- |
| Шпага Личное первенство     | Джанкарло Корнаджа-Медичи Италия                                                                                  | Жорж Бюшар Франция                                                                                                | Карло Агостони Италия                                                                                             |
| Шпага Командное первенство  | Франция · Фернан Журдан · Бернар Шмец · Жорж Тентюрье · Жорж Бюшар · Жан Пьо · Филипп Катьо                       | Италия · Джанкарло Корнаджа-Медичи · Саверио Раньо · Франко Риккарди · Карло Агостони · Ренцо Миноли              | США · Джордж Калнан · Мигель де Каприлс · Густаве Мариниус Хайс · Трейси Джекел · Франк Ригхаймер · Кёртис Ширс   |
| Рапира Личное первенство    | Густаво Марци Италия                                                                                              | Джозеф Левис США                                                                                                  | Джулио Гаудини Италия                                                                                             |
| Рапира Командное первенство | Франция · Эдвар Гардер · Рене Бонду · Рене Буньоль · Рене Лемуэн · Жан Пьо · Филипп Катьо                         | Италия · Джулио Гаудини · Густаво Марци · Уго Пиньотти · Джоаккино Гваранья · Родольфо Терлицци · Джорджо Пессина | США · Хью Алессандрони · Джордж Калнан · Эвери Дернелл · Джозеф Левис · Франк Ригхаймер · Ричард Стир             |
| Сабля Личное первенство     | Дьёрдь Пиллер-Йекельфалушши Венгрия                                                                               | Джулио Гаудини Италия                                                                                             | Эндре Кабош Венгрия                                                                                               |
| Сабля Командное первенство  | Венгрия · Аладар Геревич · Эндре Кабош · Эрнё Надь · Дьёрдь Пиллер-Йекельфалушши · Дьюла Гликаиш · Аттила Печауэр | Италия · Джулио Гаудини · Густаво Марци · Уго Пиньотти · Ренато Ансельми · Эмилио Салафия · Артуро Де Векки       | Польша · Лешек Лубич-Ныч · Мариан Суский · Владислав Добровольский · Адам Папе · Тадеуш Фридрих · Владислав Сегда |

### Женщины
| Дисциплина               | Золото              | Серебро                      | Бронза                    |
| ------------------------ | ------------------- | ---------------------------- | ------------------------- |
| Рапира Личное первенство | Эллен Прайс Австрия | Хитер Гиннесс Великобритания | Эрна Боген-Богати Венгрия |